# Ragnar Kaasik
Ragnar Kaasik (ur. 28 grudnia 1988) – estoński zapaśnik walczący w stylu wolnym. Zajął 26 miejsce na mistrzostwach świata w 2017. Dziesiąty na mistrzostwach Europy w 2017. Osiemnasty na igrzyskach europejskich w 2015. Mistrz nordycki w 2017 i drugi w 2018 roku.